# Arthur Hellmer
Arthur Hellmer, Künstlername von Arthur Ehrlich (* 29. Juni 1880 in Thomasdorf; † 16. Januar 1961 in Hamburg), war ein österreichischer Schauspieler, Regisseur und Intendant.

## Leben
Arthur Ehrlich, 1880 in Wien als Spross einer jüdischen aus Österreichisch-Schlesien eingewanderten Familie geboren, studierte am Konservatorium in Wien.
Zu Beginn seiner künstlerischen Laufbahn als Arthur Hellmer erhielt er Schauspielrollen in Barmen (1901/02), Lübeck (1902 bis 1904) und am Schauspielhaus Frankfurt (1904 bis 1910).

Das von Arthur Hellmer und Max Reimann gegründete Neue Theater in Frankfurt am Main

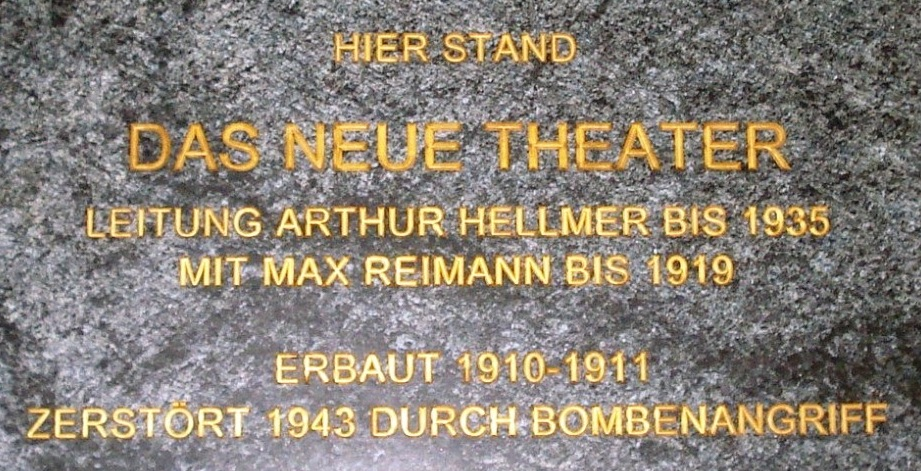
Erinnerungstafel an das Neue Theater in Frankfurt am Main mit Nennung von Arthur Hellmer

Im Jahr 1911 gründete er, mit Hilfe von privaten Spenden, gemeinsam mit Max Reimann das Neue Theater in Frankfurt am Main, das am 11. September desselben Jahres seinen Spielbetrieb mit einer Inszenierung von Heinrich Kleists Zerbrochnem Krug aufnahm. Hellmer war ab 1920 alleiniger Direktor, Träger des Neuen Theaters war eine Aktiengesellschaft. Als Geschäftsführer der Deutsches Schauspiel GmbH leitete er zusätzlich zwischen 1925 und 1926 Aufführungen im Lessing-Theater, Trianon-Theater und dem Kleinen Theater in Berlin. Er setzte sich als Förderer des expressionistischen Dramas insbesondere für Georg Kaiser ein, dessen Werke er größtenteils uraufführte.
1936 emigrierte Arthur Hellmer seiner jüdischen Herkunft wegen nach Wien, wo er mit großem Erfolg die Intendanz am Theater an der Wien übernahm. 1938 emigrierte Hellmer, nachdem er nach dem Novemberpogrom 1938 das Neue Theater an die Stadt Frankfurt verkauft hatte, nach England. Nach seiner Rückkehr 1946 betrachtete die Stadt Hellmer als rechtmäßigen Besitzer und kaufte ihm das Theater 1948 zu einem angemessenen Beitrag ab. Helmer wurde 1946 mit der Intendanz des Deutschen Schauspielhauses in Hamburg betraut, die er bis 1949 innehatte. Einen besonderen Höhepunkt dieser Intendanz stellte die deutsche Erstaufführung von Zuckmayers Des Teufels General dar.
Arthur Hellmer starb 1961 80-jährig in Hamburg. Er wurde auf dem Ohlsdorfer Friedhof beigesetzt.